# Kerncentrale Almaraz
Kerncentrale Almaraz is een kerncentrale in Spanje bij Almaraz aan het Arrocampo stuwmeer.
De centrale heeft twee drukwaterreactoren (PWR) gebouwd door Westinghouse. Eigenaars van de centrale zijn Iberdrola, Endesa, Gas Natural, de uitbater heet Centrales Nucleares Almaraz-Trillo (CNAT).
| Reactorblok | Reactortype | Vermogen | Begin bouw | Inbedrijfname | Stillegging |
| ----------- | ----------- | -------- | ---------- | ------------- | ----------- |
| Almaraz-1   | PWR         | 1032 MW  | 1973       | 1981          |             |
| Almaraz-2   | PWR         | 1027 MW  | 1973       | 1983          |             |